# بوريا داريني
بوريا داريني Pouria Darini (ولد في عام 1999) لاعب شطرنج إيراني يحمل لقب أستاذ كبير.

## ألقاب
- منحه الفيدي لقب أستاذ كبير عام 2013.
- مثل بلده في أولمبياد الشطرنج عام 2012.

## إنجازات
- لعب في كأس العالم للشطرنج عام 2013، حيث هزمه في الجولة الأولى دميتري أندريكن.

## تصنيف
- بلغ في تصنيف إيلو 2492 نقطة في يناير 2018.

## روابط خارجية
- بوريا داريني على موقع الاتحاد الدولي للشطرنج (الإنجليزية)
- بوريا داريني على موقع مباريات الشطرنج (الإنجليزية)
- بوريا داريني على موقع 365Chess.com (الإنجليزية)
- بوريا داريني على موقع Chesstempo.com (الإنجليزية)
- بوريا داريني سجل أولمبياد الشطرنج على موقع OlimpBase.org (الإنجليزية)